# Сапун (пристрій)

Сапун (жовтого кольору) на картері повітряного компресора

Сапу́н — кондиціонер робочої рідини, призначений для сполучення повітряної порожнини гідробака з навколишнім середовищем та очищення повітря, що надходить в гідробак з навколишнього середовища.
При перевищенні тиску у порожнині гідробака або картера механізму, величини зовнішнього тиску з картера через неповну герметичності з'єднань може витискатись мастило чи олива, а при зниженні тиску — всередину може підсмоктуватись повітря з пилом.
Сапун призначений для зрівнювання внутрішнього тиску із зовнішнім при нагріванні-охолодженні механізму, а також при зміні атмосферного тиску. Для очищення повітря, що надходить через сапун у ньому встановлюється повітряний фільтр. Сапун встановлюється на спеціальному різьбовому патрубку, виконаному в накривці гідробака або у корпусі картера.